# General
General je tudi film Bustra Keatona.
Generál (iz latinsko generalis - splošen) je hkrati najvišja stopnja činov in vojaški čin v Slovenski vojski. Nekatere druge oborožene sile imajo namesto čina general čin generalpolkovnika.
V vojni mornarici činu generala ustreza admiral. Nekatere vojske poznajo še višji čin maršala.
Starinski izraz za generala je vojskovodja, saj so le-ti bili poveljniki večjih vojaških formacij, še preden se je uveljavil sistem vojaških činov in organizacije vojske.
Po sodobnih kriterijih pride na tisoč vojakov en general.
Slovenska vojska :
Slovenska vojska, kot članica zveze NATO, ima lasten činovni sistem primerljiv s Natovim, ki zagotavlja ustrezno uskladitev različnih činov in položajev različnih oboroženih sil med seboj za potrebe usklajenega delovanja v sklopu zveze NATO. Tako so po tem sistemu vsi generalski čini označeni kot OF 6 do OF 10 ter poimenovani kot Flag Officers (dobesedno slovensko Zastavni častniki).

## Generalskičini Slovenske vojske
- kopenska vojska in letalstvo
  - generalmajor,
  - generalpodpolkovnik in
  - general.
- mornarica
  - kontraadmiral,
  - viceadmiral in
  - admiral.

## Primerjava generalskih činov
| Avstro-ogrska skupna vojska                                   | Slovenska vojska    | Waffen-SS              | Wehrmacht | Združeno kraljestvo | ZSSR                   | ZDA                |
| ------------------------------------------------------------- | ------------------- | ---------------------- | --- | ------------------- | ---------------------- | ------------------ |
| /                                                             | /                   | /                      | / | /                   | /                      | Brigadier-General  |
| Generalmajor                                                  | Generalmajor        | SS-Brigadeführer       | Generalmajor | Major General       | Generalmajor           | Major General      |
| Podmaršal                                                     | Generalpodpolkovnik | SS-Gruppenführer       | Generalleutnant | Lieutenant General  | Generalporočnik        | Lieutenant General |
| Feldzeugmeister General der Infanterie General der Cavallerie | General             | SS-Obergruppenführer   | General der Infanterie General der Kavallerie General der Artillerie General der Panzertruppen General der Gebirgstruppen General der Pioniere General der Fallschirmtruppe General der Flieger General der Flakartillerie | General             | General                | General            |
| /                                                             | /                   | SS-Oberstgruppenführer | Generaloberst | /                   | Armadni general        | General of Army    |
| Generalfeldmarschal                                           | /                   | /                      | Generalfeldmarschall | Field-Marshal       | Maršal Sovjetske zveze | General of Armies  |

## Stopnjevanje generalskih činov
- generalisim
- maršal
- generalpolkovnik
- general
- generalpodpolkovnik
- generalnadporočnik
- generalporočnik
- generalmajor